# HMS Curacoa (D41)
La HMS Curacoa (Pennant number D41), quarta nave da guerra britannica a portare questo nome, è stata un incrociatore leggero della Royal Navy. Costruita nei cantieri di Pembroke, venne impostata nel luglio 1916, varata il 5 maggio 1917 ed entrò in servizio il 18 febbraio 1918, partecipando agli ultimi mesi della prima guerra mondiale.

## Servizio
Al momento dell'ingresso in servizio la Curacoa venne assegnata alla Grand Fleet, dove rimase fino alla fine del conflitto.
Nell'agosto 1939 venne deciso l'inizio di lavori di conversione dell'unità in incrociatore antiaereo, con una radicale modifica dell'armamento, portato a otto cannoni da 102,6 mm utilizzabili per il tiro antiaereo, quattro cannoni da 40 mm "Pom Pom" in una installazione quadrupla e otto mitragliatrici da 12,7 mm in due installazioni quadruple. I lavori vennero eseguiti tra il settembre e il dicembre 1939, a cavallo dello scoppio della seconda guerra mondiale. I lavori di conversione terminarono il 26 gennaio 1940, in seguito venne installato il radar Type 279 per la scoperta di aerei nemici. In febbraio, completati tutti i lavori, tornò in servizio attivo con la Home Fleet. Venne quindi assegnata al 1 Squadrone antiaereo con compiti di scorta ai convogli nel Mare del Nord e nelle acque a nord ovest delle isole britanniche.
Dall'8 aprile, dopo l'inizio della campagna di Norvegia, venne utilizzata per il trasporto di truppe sul continente. Il 17 aprile trasferì da Rosyth a Molde elementi della 148 Brigata di fanteria, insieme agli incrociatori Galatea, Arethusa e Carlisle. Dal 22 seguente venne impiegata con compiti di difesa antiaerea nei pressi di Åndalsnes. Il 24 aprile, dopo aver risposto ad una serie di violenti attacchi aerei, venne colpita da una bomba sotto la sovrastruttura principale del ponte, rimanendo gravemente danneggiata. Venne quindi ritirata dalla zona di combattimento riuscendo a tornare in patria senza essere rimorchiata per venire sottoposta a riparazioni. Nell'esplosione morirono 30 uomini dell'equipaggio e altri 30 rimasero feriti. Arrivata nei cantieri di Chatham il 2 maggio, venne sottoposta a lavori che procedettero lentamente per l'accumularsi di lavorazioni con priorità massima. Tornò quindi in servizio in settembre, venendo dislocata come scorta ai convogli e difesa antiaerea nel Nore. Dal 4 novembre venne quindi dislocata a Rosyth con compiti di scorta ai convogli per rispondere alla minaccia portata dai bombardieri Focke-Wulf Fw 200. Rimase in servizio nella zona fino all'aprile 1941, quando entrò in cantiere per riparazioni che durarono fino al mese di giugno.
Tornata pienamente operativa venne riassegnata alla precedente area di operazioni, assistendo in agosto, insieme ai cacciatorpediniere Lively e Lightning, il sottomarino francese Rubis danneggiato durante una missione di pattuglia nelle acque norvegesi e scortandolo fino a Dundee. Tra settembre e il maggio 1942 svolse i consueti compiti di pattuglia, entrando quindi in cantiere a Rosyth per lavori di modernizzazione comprendenti l'installazione di un radar per la scoperta di superficie Type 271 e di un modello Type 282 per il controllo delle armi antiaeree a corto raggio. Tornata in servizio, venne impiegata dal 20 giugno insieme ad altre unità della Home Fleet in una serie di azioni diversive per proteggere il passaggio del convoglio artico PQ17. Nel mese di settembre venne trasferita a Belfast ed ebbe come zona di operazioni il Mare d'Irlanda. Il 1º ottobre venne assegnata insieme ai cacciatorpediniere Bulldog, Bramham, Cowdray, Skate e al polacco Błyskawica alla scorta al transatlantico RMS Queen Mary, utilizzato come trasporto truppe, durante l'ultimo tratto del suo viaggio verso il Clyde.
Il giorno successivo, mentre si trovava a nord dell'Irlanda, l'unità entrò in collisione con il transatlantico forse a causa di un errore di navigazione che portò le rotte a zigzag delle due navi, utilizzate per diminuire il rischio di un attacco di sommergibili nemici, ad incrociarsi. La Curacoa affondò rapidamente con la perdita di buona parte dell'equipaggio. Vennero recuperati solo 101 marinai.